# Румелијски пашалук
Румелијски пашалук је био пашалук Османског царства између 1365. и 1867. године. Заузимао је делове Балканског полуострва. Ту су спадале провинције Тракија, Македонија и Мезија, омеђене на северу рекама Савом и Дунавом, на западу Јадранском обалом, а на југу Морејом. Име потиче из Византије, које су на балкану смениле османлије и делом преузеле њено наслеђе.

## Историја
Румелијски пашалук основан је око 1365. године, а у почетку је обухватао све европске поседе Османског царства. Први беглербег је био Лала Шахин. У 16. веку на пограничним просторима попут Босне, Угарске и Мореје почели су се издвајати нови пашалуци. Године 1670. из Румелијског је издвојен Јањински пашалук, а 1826. Солунски и Једренски. Након тога су 1846. године издвојени Нишки и Видински пашалук. Ова два пашалука ће заједно са раније издвојеним Силистранским пашалуком касније бити спојена у Вилајет Туна (српска област око Ниша, северна Бугарска од Видина до Варне и румунска Добруџа). Румелијски пашалук је постојао до 1864. године, а последњих неколико деценија седиште му је било у Битољу. Остатак тог пашалука је прво припојен новоформираном Солунском вилајету, а потом је из њега издвојен 1874. године, када је формиран Битољски вилајет.